# 1996 w informatyce
Kalendarium informatyczne 1996 roku
- 10 stycznia – wprowadzono format pliku Portable Network Graphics (PNG)[1].
- 29 stycznia – wydano grę komputerową Duke Nukem 3D[1].
- styczeń – rozpoczęto sprzedaż kabli USB[1].
- luty – Garri Kasparow wygrał pojedynek szachowy z komputerem Deep Blue z wynikiem 4-2[2].
- 27 marca – AMD wprowadził na rynek procesor K5[1].
- kwiecień – powstał serwis internetowy Alexa[1].
- 5 czerwca – Microsoft wydał DirectX 3.0[1].
- 29 lipca – Microsoft wydał system operacyjny Windows NT 4.0[1].
- 13 sierpnia – Microsoft wydał Internet Explorer 3[3].
- 25 października – wydano grę komputerową Tomb Raider[1].
- 15 listopada – wydano komunikator internetowy ICQ[1].
- 16 listopada – Microsoft wydał system operacyjny Windows CE[1].
- listopad – na rynek trafił Adobe Photoshop 4.0[1].
- 27 grudnia – Blizzard wydał grę komputerową Diablo[1].
- grudzień – W3C opublikował pierwszą specyfikację kaskadowych arkuszy stylów[1].
- Powstał program do obróbki zdjęć IrfanView[1].
- Założono Internet Archive[1].
- Wprowadzono IPv6[1].
- Na rynku pojawiły się komputery osobiste firmy Sony[1].
- W Japonii został skonstruowany komputer mogący wykonać 1,08 tryliona operacji matematycznych na sekundę[4].
- Telekomunikacja Polska udostępniła numer 0 20 21 22 umożliwiający połączenie się z Internetem[5].
- Powstał The Open Group po zjednoczeniu Open Software Foundation z X/Open[6].